# Gary L. Thomas (Theologe)
Gary Lee Thomas (* 24. Oktober 1961 in Puyallup, Washington) ist ein US-amerikanischer evangelischer Theologe, Pastor, Autor und Referent, der sich auf Beziehungen, Ehe, Familie und geistliche Bildung spezialisiert hat.

## Leben
Thomas wuchs in Puyallup in Washington auf. Dort wurde er stark von seinem Pfarrer Eugene Boggess beeinflusst, der ihn anregte, seinen christlichen Glauben ernst zu nehmen. Er besuchte das College an der Western Washington University; dort wurde er von Pastor Brady Bobbink gefördert. 1984 erhielt Thomas bei der Western Washington University einen Bachelor in Englischer Literatur. Danach ging er an das Regent College in Vancouver, wo er unter dem einflussreichen anglikanischen Theologen James Innell Packer studierte. 1988 erhielt er einen Master in Systematischer Theologie. Thomas wurde stark von verschiedenen christlichen Autoren beeinflusst; dazu gehören Dietrich Bonhoeffer, James Innell Packer und Elton Trueblood. Seine erste Arbeit Nach Gott dürsten war eine Verarbeitung klassischer christlicher Autoren, die eine starke Hingabe an Gott gepflegt und dadurch eine große Ausstrahlung hatten.
Thomas war Gründer und Leiter des Center for Evangelical Spirituality in Bellingham, Washington. 2006 wurde er zum Ehrendoktor der Theologie von dem Western Seminary in Portland ausgezeichnet, um seine Beiträge auf dem Gebiet der geistlichen Bildung zu würdigen.
2010 begann Thomas seinen Dienst bei Second Baptist Church Houston, eine der größten Kirchen in den USA mit 21'000 Besuchern pro Woche. Dort schreibt, predigt und bildet er Pastoren aus. Er tritt auch in christlichen Fernsehshows und Radiosendungen wie Focus on the Family, 100 Huntley Street und Family live today auf. Er ist Redner an großen christlichen Konferenzen wie dem AACC (National Christian Counseling) und dem Billy Graham Training Center (The Cove). Thomas hat in über 50 Ländern gesprochen und bisher 16 Bücher veröffentlicht, wobei Sacred Pathways und Sacred Marriage große Beachtung und Auszeichnungen erhielten, zu Bestsellern wurden und mehrere Auflagen erfuhren. Viele einflussreiche evangelikale Pastoren in den USA wie Bill Hybels, John Ortberg, Andy Stanley und Rick Warren haben seine Bücher gelobt und empfohlen. Thomas ist zudem Hochschullehrer am Western Seminary in Portland, Oregon.
Er ist verheiratet mit Lisa, sie haben drei Kinder und leben in Houston, Texas.

## Werke
- Auch Stürme bringen uns ans Ziel. Was den Glauben stark macht. SCM R. Brockhaus, Witten 2004. ISBN 978-3-41724-471-7
- Woran sieht man, dass du glaubst? 14 Wege, den Glauben zu leben. Brunnen, Gießen 2006. ISBN 978-3-76551-377-0
- Heiliger Einfluss: Der Schlüssel zum Herzen ihres Mannes. SCM R. Brockhaus, Witten 2008 ISBN 978-3417262483
- Sacred Marriage
  - Der heilige Hafen: Wie uns die Ehe näher zu Gott bringt. SCM R. Brockhaus, Witten, 2009 ISBN 978-3417244878
- Wir werden Sieger sein! Wie Gottes Herrlichkeit uns verwandelt. SCM R. Brockhaus, Witten, 2009 ISBN 978-3-417-26274-2
- Sacred Pathways. Discover your soul’s path to God
  - Neun Wege, Gott zu lieben. Die wunderbare Vielfalt des geistlichen Lebens. SCM R. Brockhaus, Witten, 2010 ISBN 978-3-41726-303-9 (2. Auflage.)
- Alles. Für Dich. Gottes Geschenke genießen. SCM R. Brockhaus, Witten, 2010 ISBN 978-3-417-21961-6
- Die Kraft der unscheinbaren Kleinigkeiten: Vom Abenteuer, Jesus ähnlich zu werden. Neufeld, Schwarzenberg, 2012 ISBN 978-3-86256-028-8
- Devotions for a Sacred Marriage
  - Heilig währt am längsten. SCM R. Brockhaus, Witten 2015. ISBN 978-3-41726-649-8